# Risaralda (Caldas)
Risaralda est une municipalité située dans le département de Caldas, en Colombie.